# Teplárna

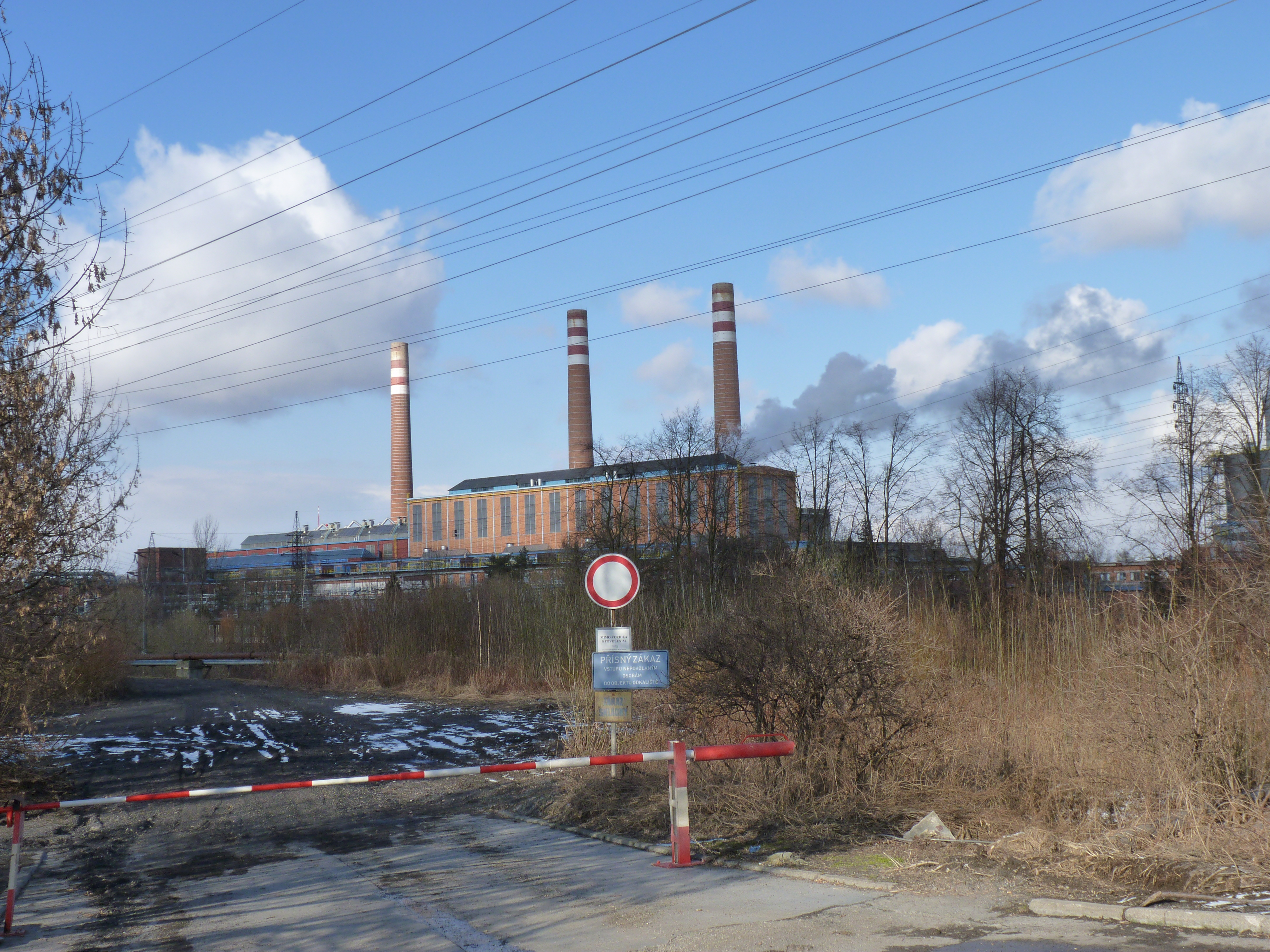
Elektrárna Třebovice v roce 2010

Teplárna je průmyslový závod, který se zabývá kombinovanou výrobou elektřiny a tepla pro technologické účely, otop či ohřev topné a užitkové vody. Výrobou a dodávkou samotného tepla se zabývá "výtopna", u menších výkonů "kotelna". Obvykle je vodní pára, vyrobená v parních kotlích (např. o tlaku 96 bar) přivedena do parní turbíny, která pohání el. generátor. Z vyšších parních odběrů turbíny může být vyvedena technologická pára (např. o tlaku 16 bar) a z nižších topná pára pro parní dodávky tepla nebo pro ohřev topné vody pro vytápění (např. 1,5 – 6 bar). Parní turbíny v teplárnách menších výkonů jsou často protitlaké – pára z protitlaku o vyšším tlaku je využita pro parní síť, s nižším tlakem pro základní horkovodní ohřívák topné vody. Parní turbíny větších tepláren mají často koncový díl kondenzační a pára pro technologii i vytápění je z turbíny vyváděna z odběrů, s tlakem páry závislém na umístění odběru na tělese turbíny.
Místo parní turbíny lze využít spalovací turbínu, která pohání elektrický generátor a horké spaliny jsou využity pro dodávku tepla v páře nebo topné vodě. Další možností je paroplynová teplárna, kdy spalovací turbína pohání jeden elektrický generátor a teplo spalin je využíváno pro výrobu páry (zastupuje funkci parního kotle), která je přivedena do parní turbíny pohánějící druhý el. generátor. Teplo pro vytápění je odebíráno jako v předchozích případech. Miniaturizací teplárny je "kogenerační jednotka". Obvykle spalovací motor, kde je nejčastějším palivem zemní plyn, pohání elektrický generátor a produkuje "odpadní teplo", obvykle u motorů odváděné chladičem. Teplo z chlazení bloku motoru, oleje a výfukových plynů je využito pro ohřev topné vody. Elektrická energie je buďto zcela spotřebována v místě výroby, nebo může být i dodávána do veřejné elektrorozvodné sítě. Dodavatel tepla se účastní při řešení zásobování teplem areálů a měst. Zdrojem primární energie v podmínkách České republiky je většinou hnědé uhlí, černé uhlí, zemní plyn nebo mazut, méně pak biomasa, geotermální energie či odpad.
Teplo vyrobené v teplárně se dále rozvádí pomocí systémů dálkového vytápění.

## Teplárenské provozy v Česku

### Brno, Teplárny Brno, a.s.
- Červený mlýn
- Špitálka
- Brno-sever
- Staré Brno

### Brno, SAKO Brno, a.s.
- SAKO Brno

### Bruntál, Teplo Bruntál, a.s.
- Bruntál

### České Budějovice,Teplárna České Budějovice, a.s.
- Teplárenský provoz Novohradská – v provozu dva plynové a dva uhelné kotle s kogenerací elektrické energie o výkonu až 51,6 MW[1]
- Teplárenský provoz Vráto

### Hodonín, ČEZ, a.s.
- Hodonín

### Chomutov, Actherm, a.s.
- Na Moráni

### Frýdek-Místek, Veolia Energie ČR, a.s.
- Frýdek-Místek

### Jablonec nad Nisou, Jablonecká teplárenská a realitní, a.s.
- Brandl
- Rýnovice

### Karviná, Veolia Energie ČR, a.s.
- Karviná

### Kladno, Teplárna Kladno s.r.o. –Sev.en
- Kladno

### Klatovy, Klatovská teplárna, a.s.
- Klatovy

### Kolín, Elektrárna Kolín, a.s. – Veolia Energie ČR, a.s
- Kolín

### Kopřivnice, KOMTERM Morava, s.r.o.
- Kopřivnice

### Krnov, Veolia Energie ČR, a.s.
- Krnov

### Liberec, Teplárna Liberec, a.s. – ENETIQA a.s.
- Liberec
- Liberec (Termizo)

### Nové Město na Moravě, Novoměstská teplárenská, a.s.
- Nové Město na Moravě

### Olomouc, Veolia Energie ČR, a.s.
- Olomouc
- Špičková výtopna Olomouc

### Ostrava, Veolia Energie ČR, a.s.
- Ostrava-Třebovice
- Ostrava-Přívoz

### Ostrava, ČEZ, a.s.
- Elektrárna Vítkovice

(Teplárenský provoz Elektrárna Vitkovice)

### Ostrov, Ostrovská teplárenská, a.s
- Ostrov

### Otrokovice, Teplárna Otrokovice, a.s.
- Otrokovice

### Planá nad Lužnicí, Teplárna Planá-C-Energy Bohemia s.r.o.
- Teplárna Planá

### Písek, Teplárna Písek, a.s.
- Teplárna Písek

### Plzeň, Plzeňská teplárenská, a.s.
- Plzeň

### Plzeň, Plzeňská energetika, a.s.
- Plzeň

### Praha, Energotrans,a.s..
- Mělník 1

### Praha, Pražská teplárenská, a.s.
(od roku 2020 součást Veolia Česká republika)
- Praha-Holešovice
- Praha-Malešice
- Praha-Michle
- Praha-Třeboradice

### Přerov, Veolia Energie ČR, a.s.
- Přerov

### Strakonice, Teplárna Strakonice, a.s.
- Strakonice

### Tábor, Teplárna Tábor, a.s.
- Tábor

### Třebíč, TTS energo, s.r.o.
- Třebíč

### Trmice u Ústí nad Labem, ČEZ, a.s.
- Teplárna Trmice

### Varnsdorf, Teplárna Varnsdorf, a.s.
- Varnsdorf

### Zlín, Teplárna Zlín – Sev.en
- Zlín

### Žatec, Žatecká teplárenská, a.s.
- Žatec

### Žďár nad Sázavou, Teplárna Žďas, a.s.
- Žďár nad Sázavou